# Abbaye Saint-Pierre de Poulangy
 (novembre 2013).
Si vous disposez d'ouvrages ou d'articles de référence ou si vous connaissez des sites web de qualité traitant du thème abordé ici, merci de compléter l'article en donnant les références utiles à sa vérifiabilité et en les liant à la section « Notes et références ».
L'abbaye Saint-Pierre de Poulangy, était une abbaye royale de moniales de l'Ordre de Saint-Benoît au Doyenné d'Is en Bassigny, à Poulangy (France, Haute-Marne),

## Historique
Elle ne fut pas fondée au VIIe siècle par sainte Salaberge, abbesse de l'Abbaye Saint-Jean de Laon comme quelques-uns le prétendent .
Elle a abrité une congrégation de chanoinesses, qui étaient tenues de faire preuves de noblesse. Tout ce qu'on sait c'est que ce monastère florissait dès 1038 septième année du roi Henri Ier de France. On croit que Saint-Bernard introduisit à Poulangy la règle de Cîteaux.
Une transaction entre l'abbesse et les religieuses se passa le 10 avril 1751 qui apporta un grand changement dans le gouvernement intérieur et extérieur de ce monastère. Par cette transaction, revêtues de lettres patentes enregistrées, l'abbesse se dépouillait entièrement du droit de régir les biens, renonçait à son tiers, et au tiers lot des biens affectés pour l'entretien des bâtiments, moyennant une pension de 2 400 livres environ. Madame de Grammont se pourvut au Parlement pour faire casser cette transaction et obtint un arrêt provisoire.

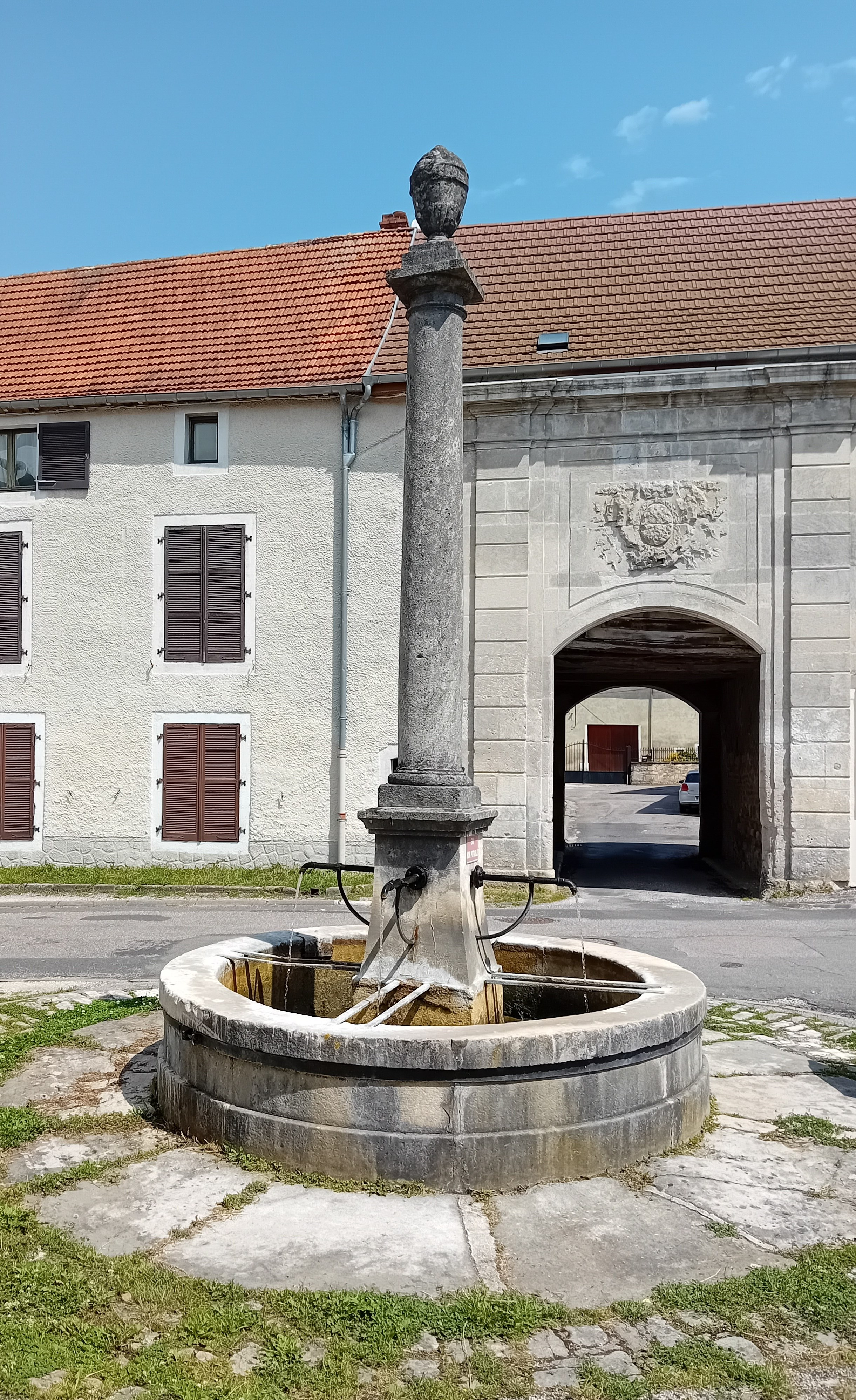
Fontaine et porche de l'ancienne abbaye de Poulangy.

## Architecture
Si les bâtisses maîtresses — l'abbatiale, l'église de l'abbaye et le cloître — en furent détruites à la Révolution française, il en reste néanmoins un porche, une porte du XVIIIe siècle et de nombreuses maisons de religieuses qui datent pour les plus récentes du XVIIIe siècle.

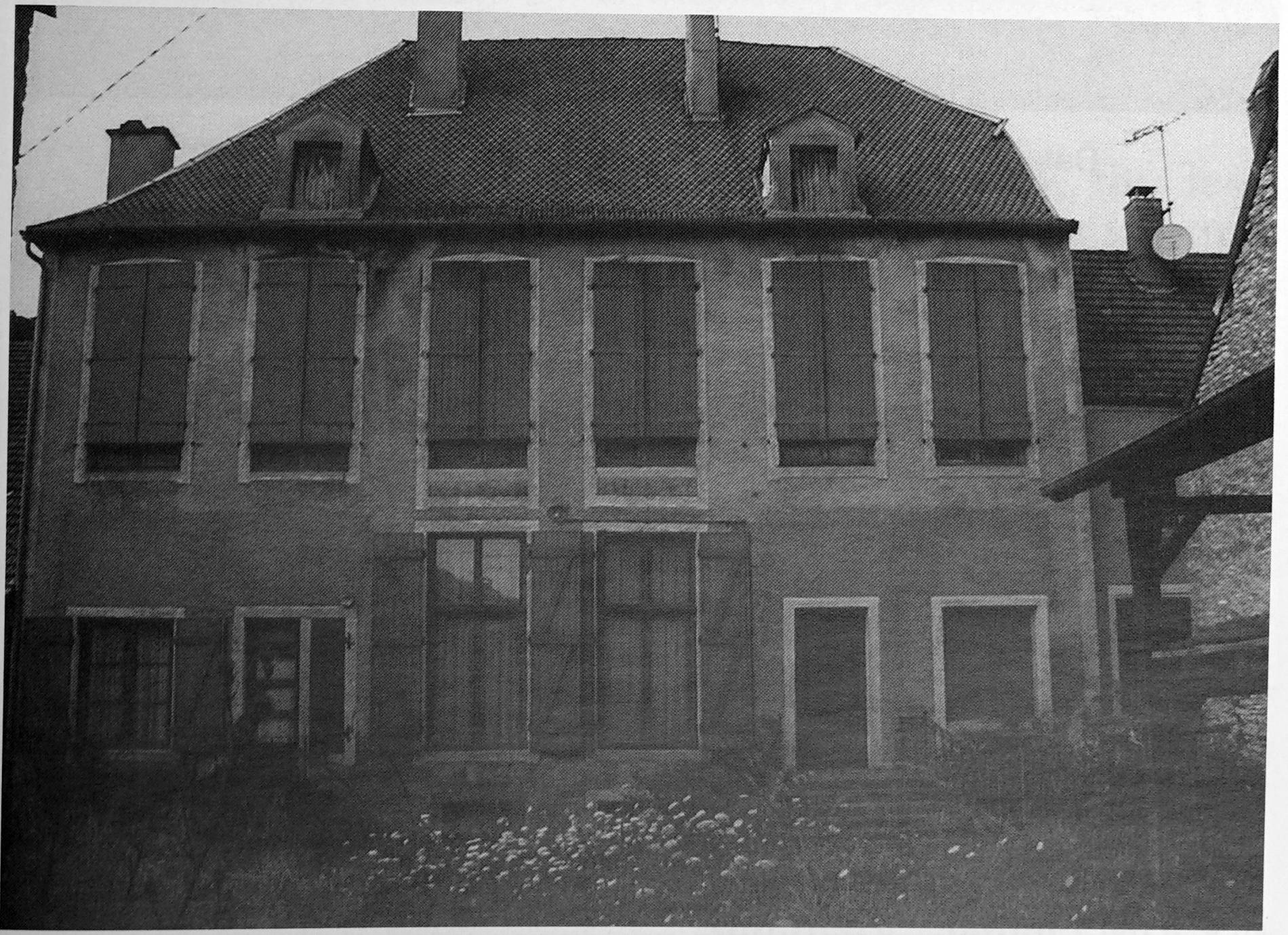
La maison de moniale Bouchardon.

On peut citer notamment une œuvre de l'architecte Jean-Baptiste Bouchardon, père du célèbre sculpteur Edmé Bouchardon qui réalisa la Statue équestre de Louis XV de l'ancienne place Louis XV à Paris, désormais place de la Concorde. Cette abbaye était réputée pour guérir de la folie. Les malades restaient internés à l'abbaye, sans relations avec l'extérieur et chaque jour, ils assistaient à des offices spéciaux.

## Filiation et dépendances
Saint-Pierre de Poulangy  est fille de l'abbaye de Tart

## Les abbesses
- 1125-1157 : Gertrude I
- 1157-1200 : Adeline I, parente de saint Bernard
- 1200-1215 : Gertrude II
- 1215-1220 : Elisabeth I
- 1220-1229 : Adeline II
- 1229-1230 : Alix I
- 1230-1264 : Elisabeth II, se mit en 1230 sous la garde de l'évêque de Dijon Pierre Barbotte (v.1203-1240) et du comte  Thibaut IV de Champagne pour secouer le joug de l'abbesse de Notre-Dame de Tart dont elle dépendait[5]
- 1264-1302 : Mathilde
- 1302-1312 : Jeanne I de Choiseul
- 1312-1321 : Marguerite I
- 1321-1334 : Simone de La Roche
- 1334-1352 : Marguerite II de La Fauche
- 1352-1369 : Alix II de Deuilly
- 1369-1385 : Béatrice de Vaudenay
- 1385-1413 : Guyette de Bricons
- 1413-1445 : Jeanne II de Monsterent
- 1445-1452 : Jeanne III d’Aignay
- 1452-1460 : Isabelle I de Montbourchet
- 1460-1469 : Marguerite III de Juilly
- 1469-1495 : Isabelle II de Drouant
- 1495-1518 : Isabelle III d’Aigreville
- 1518-1534 : Isabelle IV de Saillant, obtint cette abbaye en commende à l'âge de 13 ans
- 1534-1543 : Prudence de Mailly-Nesle, abbesse de Valbenoîte, travaillait à la réforme de ce monastère en 1538 et 1541
- 1543-1546 : Renée de Lorraine, fille de Claude de Lorraine et d’Antoinette de Bourbon, puis abbesse de Saint-Pierre de Reims où elle meurt le 3 avril 1602
- 1546-1560 : Marguerite IV de Salazar de Montaigu, ancienne abbesse de Saint-Pierre de Reims
- 1561-1585 : Claude du Bois de Roucy de Termes, prit possession le 4 octobre 1561
- 1585-1586 : Louise-Claude du Bois de Roucy de Termes
- 1586-1618 : Jeanne IV de Mailly-Nesle
- 1618-1678 : Françoise de Damas de Saint-Riran
- 1678-1715 : Marie I de Choiseul-Francières, sœur du maréchal de Choiseul, coajutrice, puis abbesse
- 1715-1750 : Jeanne V Gabrielle de Pra-Balay-Saulx de Péseaux
- 1750-1766 : Jeanne VI Louise des Granges de Grammont
- 1766-1781 : Marie II Gabrielle-Françoise du Mouchet-Battefort de Laubespin de Vaudrey
- 1781-1790 : Marie III d’Anstrudes des Tourpes

## Les chanoinesses
Cette abbaye était composée de femmes nobles. Celles-ci pour entrer devaient justifier de quatre quartiers de noblesse côté paternel et trois côté maternel*. Elles prirent dans les derniers temps le titre de "chanoinesses nobles du chapitre royal Saint-Pierre de Poulangy". La discipline n'y était pas très stricte. L'abbaye comptait aussi des chanoinesses honoraires qui ne prononçaient pas de vœux et pouvaient vivre dans le monde tout en respectant un mode de vie vertueuse.